# Företrädesprincipen
Företrädesprincipen, eller principen om unionsrättens företräde, är en särskild princip inom Europeiska unionen som innebär att unionsrätten äger företräde framför nationell rätt om en bestämmelse i den nationella lagstiftningen skulle visa sig vara oförenlig med den. Företrädesprincipen är en kännetecknande egenskap hos unionsrätten som gör den till en distinkt rättsordning i internationell rätt. Enligt principen är samtliga domstolar och andra myndigheter i unionens medlemsstater skyldiga att underlåta att tillämpa varje nationell bestämmelse som strider mot en bestämmelse i unionsrätten med direkt effekt. Principen gäller även bestämmelser i de nationella konstitutionerna och grundlagarna.
Företrädesprincipen grundar sig på rättspraxis som fastställdes för första gången av EG-domstolen, sedermera EU-domstolen, genom dess dom i målet Costa mot Enel den 15 juli 1964. Domstolen slog då fast att unionsrätten äger företräde framför nationella lagar som strider mot den. Innan dess hade domstolen även fastställt principen om direkt effekt, som innebär att en bestämmelse i unionsrätten i vissa fall kan åberopas av enskilda inför en nationell domstol likt en nationell lag. I enlighet med principen om lojalt samarbete är medlemsstaterna skyldiga att inte hindra företrädesprincipen.
Företrädesprincipen syftar till att säkerställa att unionsrätten tillämpas enhetligt inom hela unionen. Den är allmänt accepterad bland nationella domstolar inom unionen vad gäller vanliga lagar och andra författningar. Däremot är den omtvistad av de flesta författningsdomstolar och högsta domstolar vad gäller de nationella konstitutionerna. Det åligger de nationella domstolarna att tillämpa unionsrätten fullt ut och för detta ändamål begära förhandsavgöranden från EU-domstolen när unionsrätten behöver tolkas i enskilda mål i vilka den är tillämplig.

## Tillkomst och innebörd
Företrädesprincipen fastställdes ursprungligen av EG-domstolen, sedermera EU-domstolen, genom en dom i målet Costa mot Enel den 15 juli 1964. I domen konstaterade domstolen att en medlemsstat inte kan inskränka gemenskapsrätten, sedermera unionsrätten, genom en ”senare ensidig rättsakt som är oförenlig med gemenskapsbegreppet”. Därmed fastställde domstolen principen om att unionsrätten äger företräde framför nationell rätt om det uppstår en konflikt mellan rättsordningarna.
Företrädesprincipen har senare preciserats och utvecklats genom ytterligare rättspraxis. I en dom i målet Internationale Handelsgesellschaft mot Einfuhr- und Vorratsstelle für Getreide und Futtermittel den 17 december 1970 tydliggjorde EG-domstolen att företrädesprincipen även gäller konstitutionella bestämmelser; en nationell lag kan inte, oavsett form, åsidosätta unionsrätten. Detta vållade viss kontrovers eftersom det innebär att grundläggande fri- och rättigheter som garanteras av de nationella konstitutionerna i princip skulle kunna sättas ur spel. För att kompensera för detta faktum slog EG-domstolen fast att diverse grundläggande fri- och rättigheter ingår i unionsrätten som allmänna principer.
I en dom i målet Amministrazione delle Finanze dello Stato mot Simmenthal den 9 mars 1978 förtydligade EG-domstolen att företrädesprincipen innebär en skyldighet för alla nationella domstolar att ge unionsrätten full rättsverkan och underlåta att tillämpa varje motstridande bestämmelse i den nationella lagstiftningen, utan att de behöver invänta ett avskaffande av sådana bestämmelser genom lagstiftning eller något annat konstitutionellt förfarande. I ytterligare en dom i målet Costanzo mot Milano den 22 juni 1989 konstaterade EG-domstolen att andra myndigheter, såsom förvaltningsmyndigheter på nationell, regional eller kommunal nivå, omfattas av samma skyldighet.

### Försök till kodifiering
Företrädesprincipen grundar sig helt och hållet på rättspraxis från EU-domstolen; det finns inga uttryckliga hänvisningar till principen i unionens fördrag. Trots flera fördragsändringar efter det ursprungliga målet Costa mot Enel har principen aldrig kommit att kodifieras i fördragen. Samtidigt har medlemsstaterna inte heller valt att försöka upphäva den. Istället har EU-domstolens rättspraxis fortsatt att vara allmänt accepterad.
Först i samband med utarbetandet av Europeiska konstitutionen under början av 2000-talet infördes en uttrycklig hänvisning till företrädesprincipen i fördragstexten:
| ”                                         | Konstitutionen och den rätt som antas av unionens institutioner genom utövande av de befogenheter som den har tilldelats skall ha företräde framför medlemsstaternas rätt. | „ |
| – Artikel I-6 i Europeiska konstitutionen | |   |

Konstitutionen avslogs dock i folkomröstningar i Frankrike och Nederländerna under 2005 och kunde därför aldrig träda i kraft. I Lissabonfördraget, som till stora delar innehöll samma bestämmelser som Europeiska konstitutionen, togs hänvisningen till företrädesprincipen aldrig med. I en icke-bindande förklaring till Lissabonfördraget tydliggjordes dock att företrädesprincipen fortsätter att gälla oförändrat som rättspraxis:
| ”                                                                   | Konferensen erinrar om att fördragen och den rätt som antas av unionen på grundval av fördragen i enlighet med Europeiska unionens domstols fasta rättspraxis har företräde framför medlemsstaternas rätt på de villkor som fastställs i nämnda rättspraxis. | „ |
| – Utdrag ur förklaring 17 om företräde fogad till Lissabonfördraget | |   |

Företrädesprincipen har följaktligen förblivit gällande helt och hållet i kraft av rättspraxis. I en icke-bindande resolution den 21 november 2023 efterlyste dock Europaparlamentet att företrädesprincipen kodifieras i unionens fördrag i samband med en framtida fördragsändring.

## De nationella domstolarnas förhållningssätt till företrädesprincipen
Företrädesprincipen har med tiden kommit att bli allmänt accepterad av alla nationella domstolar i unionens medlemsstater vad gäller vanliga lagar och andra författningar. Det råder dock delade meningar om ursprunget för principens giltighet; om den grundar sig på inneboende egenskaper hos unionsrätten eller på bestämmelser i de nationella konstitutionerna. Författningsdomstolar och högsta domstolar i flera medlemsstater har också förbehållit sig rätten att kunna förklara en bestämmelse i unionsrätten otillämplig om de anser att den är antagen i strid med principen om tilldelade befogenheter, även i det fall att EU-domstolen anser att bestämmelsen är lagenlig.
Däremot är företrädesprincipens tillämpning i förhållande till konstitutionella bestämmelser omtvistad. Författningsdomstolar i flera medlemsstater har slagit fast, i strid med EU-domstolens rättspraxis, att de nationella konstitutionerna är överordnade unionsrätten, åtminstone till viss del. I korthet menar dessa domstolar att unionsrätten bygger på fördrag som har ratificerats av medlemsstaterna i enlighet med deras respektive konstitutionella bestämmelser. En sådan ratifikation kan, enligt dessa domstolar, inte bemyndiga antagandet av rättsakter som i sin tur strider mot konstitutionerna. EU-domstolen, å sin sida, menar att företrädesprincipen är en nödvändighet för att upprätthålla unionsrätten och att varje nationell åtgärd, oavsett form, som skulle tillåta en ensidig inskränkning av denna rättsordning skulle göra de avsedda bindande rättsverkningarna verkningslösa.
Medan vissa medlemsstater har konstitutioner med bestämmelser som mer eller mindre ger uttryck för företrädesprincipen, har författningsdomstolar i andra medlemsstater hållit fast vid en nationell rättspraxis som strider mot principen. Konflikten om företrädesprincipens förhållande till konstitutionella bestämmelser är dock främst av principiell karaktär. Det är sällan som en sådan konflikt aktualiseras i faktiska rättsfall. I sex uppmärksammade fall har dock författningsdomstolar eller högsta domstolar i Danmark, Polen, Rumänien, Tjeckien, Tyskland och Ungern vägrat att tillämpa ett förhandsavgörande från EU-domstolen och därmed ifrågasatt företrädesprincipens giltighet i vissa specifika fall.

### Olika typer av förhållningssätt vad gäller konstitutionella bestämmelser
Det finns huvudsakligen tre olika typer av förhållningssätt som författningsdomstolarna i medlemsstaterna har intagit vad gäller företrädesprincipens förhållande till de nationella konstitutionerna. Det första förhållningssättet innebär att företrädesprincipen erkänns i sin helhet; ett sådant förhållningssätt har inte intagits av någon författningsdomstol till fullo, men ligger nära den tolkning som författningsdomstolen i Spanien har gjort av den spanska konstitutionen. Det andra förhållningssättet innebär att företrädesprincipen inte erkänns alls i förhållande till den nationella konstitutionen; ett sådant förhållningssätt har till exempel intagits av författningsdomstolarna i Litauen och Polen. Det tredje förhållningssättet innebär att företrädesprincipen till viss del erkänns i förhållande till den nationella konstitutionen, men med vissa reservationer; ett sådant förhållningssätt har intagits av bland annat författningsdomstolarna i Belgien, Frankrike, Italien och Tyskland. Sådana reservationer består typiskt av att företrädesprincipen endast erkänns i förhållande till konstitutionella bestämmelser om det inte innebär en inskränkning av
- skyddet av grundläggande rättigheter,
- respekten för principen om tilldelade befogenheter, och/eller
- bevarandet av den nationella konstitutionella identiteten.

### Förhållningssätt i de ursprungliga medlemsstaterna
Företrädesprincipen accepterades i varierande grad och olika snabbt av de nationella domstolarna i de ursprungliga medlemsstaterna inom Europeiska ekonomiska gemenskapen (EEG) – Belgien, Frankrike, Italien, Luxemburg, Nederländerna och Västtyskland – efter EG-domstolens dom i målet Costa mot Enel. Eftersom de nationella konstitutionerna i Luxemburg och Nederländerna redan föreskrev att internationell rätt ägde företräde framför inhemsk nationell rätt var det naturligt för deras nationella domstolar att tillämpa principen direkt. Även Belgiens domstolsväsende accepterade principen utan större invändningar. I Frankrike, Italien och Västtyskland tog det däremot längre tid för principen att få genomslag och de nationella författningsdomstolarna har hållit fast vid vissa reservationer rörande företrädesprincipens tillämpning i förhållande till konstitutionella bestämmelser.

#### Benelux-länderna
På grund av sina monistiska rättssystem, där internationell rätt ses som en integrerad del av den nationella rättsordningen, var det mer naturligt för Benelux-länderna (Belgien, Nederländerna och Luxemburg) att acceptera företrädesprincipen än för till exempel Italien och Västtyskland. I målet Van Gend & Loos mot Nederländerna om direkt effekt som hade avgjorts av EG-domstolen 1963 aktualiserades aldrig frågan om unionsrättens företräde eftersom det följde direkt av den nederländska konstitutionen att internationella avtal ägde företräde framför inhemsk nederländsk rätt. Det var därför inget märkvärdigt för nederländska domstolar att underlåta att tillämpa inhemska lagar och andra författningar som stred mot gemenskapsbestämmelser med direkt effekt. En liknande situation gällde i Luxemburg.
I motsats till Nederländerna och Luxemburg saknade Belgien en uttrycklig bestämmelse i den nationella konstitutionen om rättsverkan av bestämmelser i internationell rätt. I en dom i målet Franco mot Suisse Le Ski den 27 maj 1971 slog dock Belgiens högsta domstol (Cour de Cassation) fast att företrädesprincipen ska tillämpas så som den har fastställts i målet Costa mot Enel, även i förhållande till konstitutionella bestämmelser. Andra belgiska domstolar började därefter att tillämpa principen. Belgiens författningsdomstol (Cour constitutionelle) har senare bedömt företrädesprincipen som förenlig med artikel 34 i den belgiska konstitutionen, som reglerar överlämnandet av befogenheter till internationella institutioner. I en dom den 28 april 2016 tydliggjorde författningsdomstolen att unionsrätten gäller framför inhemsk belgisk rätt, under förutsättning att den inte inskränker den nationella konstitutionella identiteten.

#### Frankrike
Trots att även den nationella konstitutionen i Frankrike föreskriver att internationella avtal äger företräde framför inhemsk fransk rätt tog det betydligt längre tid för företrädesprincipen att få genomslag i det franska domstolsväsendet än i Benelux-länderna. I ett beslut den 15 januari 1975 slog Frankrikes författningsråd (Conseil constitutionnel) dock fast att det är upp till de allmänna domstolarna – och inte författningsrådet – att pröva om inhemsk fransk rätt är förenlig med unionsrätten. Följaktligen beslutade Frankrikes högsta domstol (Cour de Cassation) i målet Cafés Jacques Vabre den 23 maj 1975 att acceptera företrädesprincipen. Däremot dröjde det till den 28 oktober 1989 innan Frankrikes högsta förvaltningsdomstol (Conseil d'État), och därigenom alla underordnade förvaltningsdomstolar, accepterade företrädesprincipen och började att tillämpa den. I ett beslut den 27 juli 2006 tydliggjorde det franska författningsrådet att unionsrätten gäller framför inhemsk fransk rätt, under förutsättning att den inte inskränker den nationella konstitutionella identiteten.
I motsats till Tysklands författningsdomstol slog Frankrikes högsta förvaltningsdomstol fast i en dom den 21 april 2021 att det inte är upp till förvaltningsdomstolen att pröva om EU-domstolen överträder sina befogenheter enligt unionens fördrag.

#### Italien
I motsats till Benelux-länderna och Frankrike har Italien ett dualistiskt rättssystem, där internationell rätt betraktas som en separat rättsordning från den nationella rättsordningen, utan intern rättsverkan i landet. Domen i målet Costa mot Enel gick därmed helt emot den dåvarande etablerade konstitutionella doktrinen i landet. Italiens författningsdomstol (Corte costituzionale) har dock med tiden kommit att acceptera företrädesprincipen utifrån EU-domstolens argument att unionsrätten utgör en självständig rättsordning som skiljer sig från annan internationell rätt. I målet Frontini konstaterade författningsdomstolen att unionsrätten i princip kan avvika från bestämmelser i konstitutionen, utom vad gäller vissa grundläggande principer. I målet Granital den 8 juni 1984 slog författningsdomstolen fast att italienska domstolar och myndigheter inte ska tillämpa inhemsk italiensk rätt som strider mot tidigare eller senare antagen unionsrätt. I målet Fragd den 21 april 1989 förbehöll sig författningsdomstolen dock rätten att bedöma huruvida enskilda bestämmelser i unionsrätten är förenliga med vissa grundläggande principer i den italienska konstitutionen, i synnerhet vad gäller mänskliga rättigheter.
Den italienska konstitutionen har även ändrats, så att artikel 117 tydliggör att Italiens lagstiftande institutioner endast får utöva lagstiftande befogenheter i förenlighet med de begränsningar som unionsrätten medför.

#### Tyskland
I likhet med Italien skapade det dualistiska rättssystemet i dåvarande Västtyskland, sedermera Tyskland, svårigheter att direkt acceptera företrädesprincipen. Sedan 1960-talet har Tysklands författningsdomstol (Bundesverfassungsgericht) dock tolkat artikel 24 i den tyska grundlagen, som reglerar överföringen av maktbefogenheter till internationella organisationer, som att företrädesprincipen är förenlig med den, åtminstone vad gäller vanliga lagar och andra författningar. I samband med ratificeringen av Maastrichtfördraget under 1990-talet infördes en ny artikel 23 som uttryckligen hänvisar till landets medlemskap i unionen.
I målen Solange I den 29 maj 1974 och Solange II den 22 oktober 1986 utvecklade den tyska författningsdomstolen sin syn på företrädesprincipen i förhållande till den tyska grundlagen, med utgångspunkt i den rättspraxis som den italienska författningsdomstolen redan hade utvecklat. Den tyska författningsdomstolen konstaterade att den tyska grundlagen inte tillåter en maktöverföring till internationella organisationer vad gäller den nationella konstitutionella identiteten. Detta har tolkats inbegripa principerna om demokrati och federalism samt skyddet av grundläggande rättigheter. I Solange II-målet förtydligade dock domstolen att den inte kommer att ifrågasätta lagenligheten av rättsakter som antas av unionens institutioner så länge unionsrätten ger ett skydd av grundläggande rättigheter som är likvärdigt med det som ges av den tyska grundlagen.
I sin bedömning av Maastrichtfördragets förenlighet med den tyska grundlagen 1993 förbehöll sig författningsdomstolen rätten att granska principen om tilldelade befogenheter och utifrån denna förklara enskilda rättsakter ultra vires. Denna hållning upprepade domstolen i sin bedömning av Lissabonfördragets förenlighet med den tyska grundlagen 2009, då den även förbehöll sig rätten att granska om åtgärder inom unionsrätten utgör en inskränkning av den nationella konstitutionella identiteten.
Den 5 maj 2020 avkunnade författningsdomstolen en dom i ett mål om Europeiska centralbankens tillgångsköpsprogram där den för första gången förklarade ett förhandsavgörande från EU-domstolen ultra vires med hänvisning till att domstolen ansågs ha överträtt sina befogenheter. Den tyska författningsdomstolen menade att Europeiska centralbankens tillgångsköpsprogram gick utanför unionens befogenheter genom att bryta mot proportionalitetsprincipen. Detta trots att EU-domstolen i sitt förhandsavgörande hade förklarat tillgångsköpsprogrammet lagenligt. Därmed ifrågasatte den tyska författningsdomstolens EU-domstolens exklusiva behörighet att tolka unionsrätten samt tillämpningen av företrädesprincipen. Detta ledde till starka reaktioner från bland annat Europeiska kommissionen, som i mitten av 2021 inledde ett överträdelseförfarande mot Tyskland. I december 2021 avgav den tyska regeringen garantier till kommissionen om att värna företrädesprincipen, vilket ledde till att överträdelseförfarandet avslutades.

### Förhållningssätt i andra medlemsstater
För andra medlemsstater var företrädesprincipen redan en del av EU-domstolens rättspraxis när de anslöt sig till Europeiska gemenskaperna eller Europeiska unionen. Trots detta har inget av de anslutningsfördrag som har reglerat upptagandet av de nya medlemsstaterna uttryckligen nämnt principen. I flera medlemsstater har författningsdomstolar i olika hög grad avvisat företrädesprincipen vad gäller konstitutionella bestämmelser. Däremot är företrädesprincipen väl förankrad bland de nationella domstolarna vad gäller vanliga lagar och andra författningar.

#### Danmark
Företrädesprincipen är allmänt accepterad av danska domstolar, dock med vissa begränsningar. Frågan om företrädesprincipens giltighet behandlades av Danmarks högsta domstol (Højesteret) i en dom om Maastrichtfördragets förenlighet med dansk grundlag den 6 april 1998. Enligt domstolen kan rättsakter vars giltighet upprätthålls av EU-domstolen, i exceptionella fall, förklaras otillämpliga i landet om det kan slås fast att de grundar sig på befogenheter som ligger utanför den suveränitetsöverföring som tillåtits genom den danska tillträdeslagen om medlemskap i unionen. Enligt domstolens nationella rättspraxis kan företrädesprincipen således begränsas med hänsyn till principen om tilldelade befogenheter.
I en dom i Ajos-målet den 6 december 2016 beslutade högsta domstolen att för första gången frångå ett förhandsavgörande från EU-domstolen med hänvisning till denna princip. Målet handlade om tillämpningen av principen om icke-diskriminering som en allmän princip inom unionsrätten. Domstolen menade att allmänna principer, i form av rättspraxis från EU-domstolen, låg utanför det befogenhetsområde som den danska tillträdeslagen hade överfört till unionsnivå. Med hänvisning till principen om förutsebar rättstillämpning ansåg domstolen att en icke-skriven princip – och även principer i stadgan om de grundläggande rättigheterna – inte kunde äga företräde framför dansk lag. Domstolen frångick därmed EU-domstolens förhandsavgörande i det specifika målet som föreskrev att unionsrättens allmänna principer äger företräde framför inhemsk nationell rätt.

#### Irland
Företrädesprincipen är allmänt accepterad av irländska domstolar och konstitutionen är i stort sett helt anpassad till företrädesprincipen. Inför Irlands anslutning till Europeiska gemenskaperna antogs en tredje författningsändring av landets konstitution för att möjliggöra anslutningen. Sedan författningsändringen, som godkändes i en folkomröstning den 10 maj 1972, trädde i kraft föreskriver artikel 29.4 i konstitutionen att inga bestämmelser i konstitutionen kan ogiltigförklara bestämmelser inom unionsrätten eller lagar eller andra författningar som är nödvändiga för landet att anta för att genomföra sådana bestämmelser.
I målet Crotty mot An Taoiseach konstaterade Irlands högsta domstol (Supreme Court) 1987 att ett godkännande av europeiska enhetsakten inte var en skyldighet som följde av landets medlemskap i Europeiska gemenskaperna. Varje senare fördragsändring har sedan dess behövt föregås av en författningsändring, som måste godkännas genom en folkomröstning.

#### Litauen
Företrädesprincipen är allmänt accepterad av litauiska domstolar vad gäller vanliga lagar och andra författningar, men inte vad gäller konstitutionella bestämmelser. Litauens författningsdomstol (Konstitucinis Teismas) konstaterade i en dom i målet 17/02-24/02-06/03-22/04 den 14 mars 2006 att unionsrätten äger företräde framför vanliga lagar som antas av landets parlament, men däremot inte den litauiska konstitutionen. Enligt författningsdomstolen förlorar en bestämmelse i unionsrätten som strider mot konstitutionen sin direkta effekt och förblir otillämplig i landet.

#### Malta
Företrädesprincipen är allmänt accepterad av maltesiska domstolar. Enligt artikel 65 i Maltas konstitution måste alla lagar som antas av parlamentet vara förenliga med Maltas förpliktelser enligt anslutningsfördraget 2003 som reglerar landets anslutning till unionen.

#### Polen
Företrädesprincipen är allmänt accepterad av polska domstolar vad gäller vanliga lagar och andra författningar, men inte vad gäller konstitutionella bestämmelser. I en dom i målet K 18/04 den 11 maj 2005 konstaterade Polens författningsdomstol (Trybunał Konstytucyjny) att företrädesprincipen är begränsad och måste respektera den polska konstitutionens skrivning om att konstitutionen är landets högsta lag. Samtidigt ger artikel 91 i den polska konstitutionen möjlighet för internationella organisationer att utfärda författningar som kan äga företräde framför vanliga polska lagar. Sådana författningar måste dock vara förenliga med de fördrag som ligger till grund för deras antagande. Om en motstridighet uppkommer mellan unionsrätten och den polska konstitutionen ska konstitutionen ges företräde, enligt författningsdomstolen. I en sådan situation måste landet, enligt domstolen, dock antingen ändra konstitutionen, ändra unionsrätten eller lämna unionen.
Under 2021 begärde den polska regeringen att den polska författningsdomstolen skulle tolka huruvida vissa av EU-domstolens domar samt delar av fördragen var förenliga med landets egen konstitution. I en dom den 7 oktober 2021 meddelade domstolen att delar av unionens fördrag bryter mot den polska konstitutionen. Den menade även att unionsrätten endast äger företräde inom de befogenhetsområden som unionen uttryckligen har tilldelats genom unionens fördrag, och inte till exempel inom områden som rör rättsväsendets organisation. Denna tolkning har dock tillbakavisats av EU-domstolen, som menar att rättsväsendets organisation förvisso är en nationell befogenhet, men att den måste organiseras på ett sätt som är förenligt med bestämmelserna i fördragen, till exempel vad gäller möjligheterna för enskilda att på ett rättssäkert sätt kunna åberopa sina rättigheter enligt unionsrätten.
Till följd av den polska författningsdomstolens dom beslutade Europeiska kommissionen att inleda ett överträdelseförfarande mot landet den 22 december 2021. Detta följdes av en talan om fördragsbrott den 15 februari 2023.

#### Rumänien
Företrädesprincipen är allmänt accepterad av rumänska domstolar vad gäller vanliga lagar och andra författningar, men inte vad gäller konstitutionella bestämmelser. Den 18 maj 2021 och den 21 december 2021 avkunnade EU-domstolen två domar rörande företrädesprincipens tillämpning i Rumänien. Rumäniens författningsdomstol (Curtea Constituțională) gick dock emot dessa domar samma år. Den rumänska författningsdomstolen erkänner förvisso företrädesprincipen vad gäller vanliga lagar och andra författningar, men inte vad gäller den nationella konstitutionen. Europeiska kommissionen markerade efter domen att den avsåg att vidta åtgärder, till exempel överträdelseförfarande, mot Rumänien på grund av detta.

#### Spanien
Företrädesprincipen är allmänt accepterad av spanska domstolar, även i hög grad vad gäller den nationella konstitutionen. I en bedömning av Europeiska konstitutionens förenlighet med den spanska konstitutionen den 13 december 2004 konstaterade Spaniens författningsdomstol (Tribunal Constitucional) att konstitutionen är överordnad unionsrätten, men att konstitutionen ger unionsrätten företräde framför de (flesta) konstitutionella bestämmelserna. Domstolen löste således frågan om företrädesprincipens tillämpning i förhållande till konstitutionen genom att göra åtskillnad mellan överordning (supremacía) och företräde (primacía). I likhet med den nationella rättspraxisen från författningsdomstolarna i Italien och Tyskland har den spanska författningsdomstolen dock förbehållit sig rätten att skydda vissa grundläggande principer i den nationella konstitutionen. I målet Melloni begärde författningsdomstolen för första och hittills enda gången ett förhandsavgörande från EU-domstolen, som den valde att följa.

#### Sverige
Företrädesprincipen är allmänt accepterad av svenska domstolar vad gäller vanliga lagar och andra författningar. Sveriges högsta domstol begärde ett förhandsavgörande från EU-domstolen för första gången i Data Delecta-målet under 1996, som den valde att följa.

#### Tjeckien
Företrädesprincipen är allmänt accepterad av tjeckiska domstolar vad gäller vanliga lagar och andra författningar, men inte vad gäller konstitutionella bestämmelser. I den tjeckiska konstitutionen föreskrivs förvisso att alla internationella avtal som landet ratificerar äger företräde framför nationell rätt. Dock har Tjeckiens författningsdomstol (Ústavní soud) hållit fast vid att den har rätt att bedöma huruvida en åtgärd av unionens institutioner går utanför dess befogenhetsområden. Författningsdomstolen avkunnade en dom den 31 januari 2012 i målet Slovak pensions där den förklarade ett förhandsavgörande från EU-domstolen på begäran av Tjeckiens högsta förvaltningsdomstol (Nejvyšší správní soud) i målet Landtová ultra vires. Målet rörde en mångårig konflikt mellan den tjeckiska författningsdomstolen och den tjeckiska högsta förvaltningsdomstolen.

#### Ungern
Företrädesprincipen är allmänt accepterad av ungerska domstolar vad gäller vanliga lagar och andra författningar, men inte vad gäller konstitutionella bestämmelser. I en dom av Ungerns författningsdomstol (Alkotmánybíróság) den 7 december 2021 slog domstolen fast att företrädesprincipen har begränsad rättsverkan på vissa områden som rör skyddet av grundläggande rättigheter, den nationella konstitutionella identiteten och landets självständighet. Samtidigt gick domstolen emot ett förhandsavgörande från EU-domstolen från den 17 december 2020 som rörde en talan om fördragsbrott gällande landets åtaganden i förhållande till den gemensamma asylpolitiken.